# Estadio Alejandro Ponce Noboa
El estadio Alejandro Ponce Noboa es un estadio multiusos. Está ubicado en la calle Arq. Andrés Efraín Álava Mestanza y 1.er Callejón en el Sector Fertisa, perteneciente a la zona del Guasmo, en el sur de la ciudad de Guayaquil. Fue inaugurado el 14 de mayo de 1995. Es usado mayoritariamente para la práctica del fútbol y tiene capacidad para 3500 espectadores.

## Historia

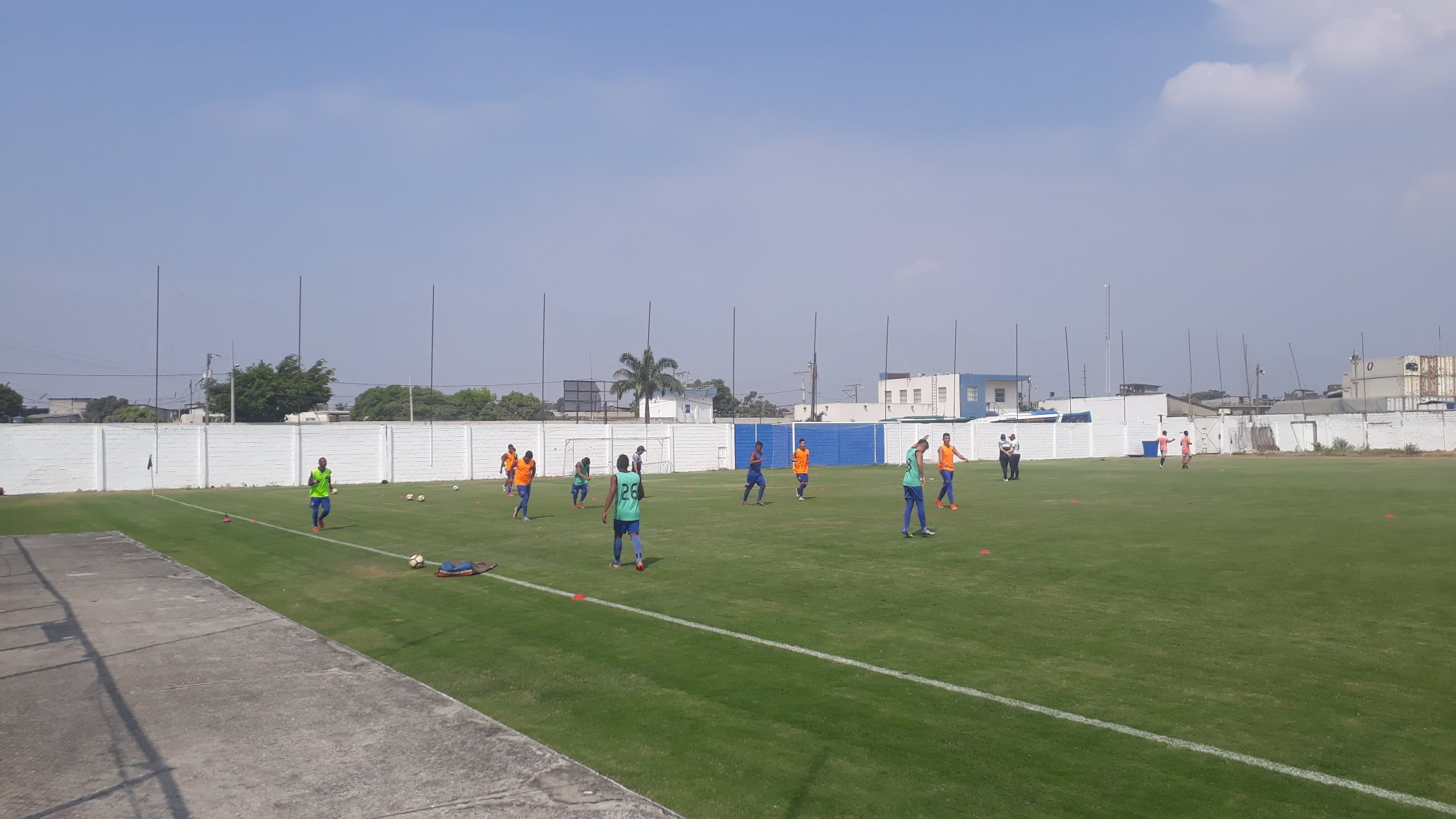
Vista de la cancha

Es utilizado para la Serie B y Segunda Categoría del fútbol ecuatoriano. Allí juega como local el 9 de Octubre Fútbol Club, el Club Deportivo Everest, el Calvi Fútbol Club, el Panamá Sporting Club, el Club Sport Norte América, el Guayaquil Sport Club, la Liga Deportiva Estudiantil, la Asociación Deportiva Naval, el Liceo Cristiano de Guayaquil, el Club Social Cultural y Deportivo Don Café, el Club Deportivo Sur y Norte, el Club Deportivo de Filanbanco y el Filancard Fútbol Club, equipo de la Segunda Categoría del fútbol ecuatoriano.

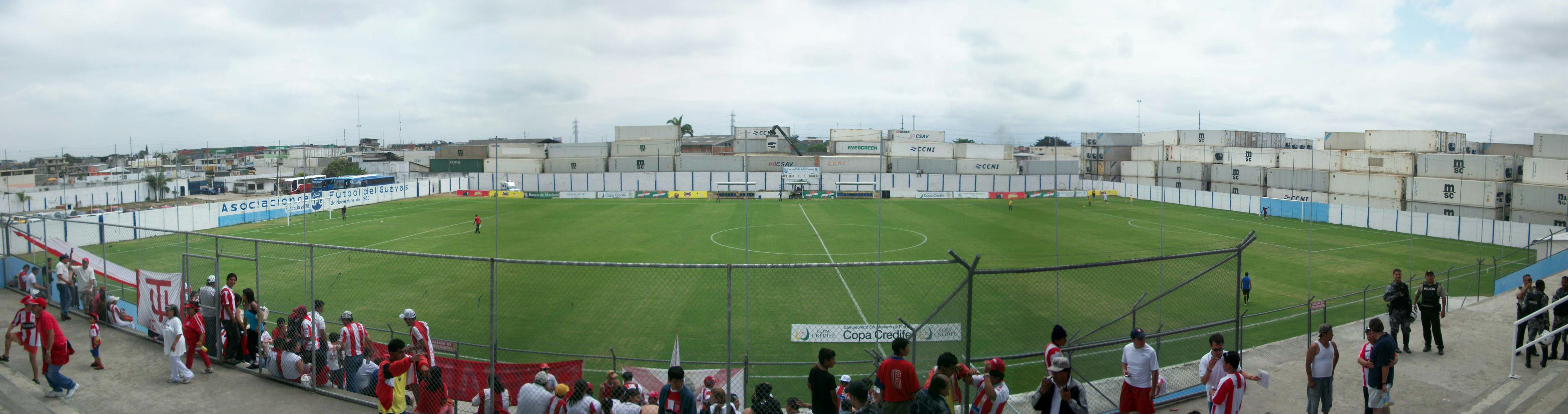
Vista panorámica

Desempeña un importante papel en el fútbol local, ya que los clubes guayasenses y guayaquileños como el Rocafuerte Fútbol Club, 9 de Octubre, Patria, Everest, Calvi Fútbol Club, Panamá Sporting Club, Norte América, Guayaquil Sport, Liga Deportiva Estudiantil, Naval, Liceo Cristiano de Guayaquil, Don Café, Sur y Norte, Club Deportivo Filanbanco y Filancard Fútbol Club hacían y/o hacen de locales en este escenario deportivo.